# Ranchester, Wyoming
Ranchester är en småstad (town) i Sheridan County i norra Wyoming i USA. Staden hade 855 invånare vid 2010 års folkräkning.

## Geografi
Ranchester ligger vid Tongue River, en biflod till Yellowstone River.

## Historia
Platsen där staden Ranchester idag ligger var 29 augusti 1865 plats för ett slag mellan amerikanska trupper, understödda av indianspejare, och arapahostammen, det så kallade slaget vid Tongue River under Powder River-expeditionen, eller Connorslaget efter den amerikanske befälhavaren, general Patrick Edward Connor. De amerikanska trupperna genomförde ett överraskningsanfall mot en arapahoby. Många av arapahokrigarna var vid tillfället borta på en räd mot crowstammen. De få krigare som fanns kvar försvarade sig mot Connors trupper medan kvinnorna, barnen och de gamla satte sig i säkerhet, men byn förstördes. Fem amerikanska soldater och ett sextiotal arapaho stupade.

## Kommunikationer
Motorvägen Interstate 90 passerar norr om staden och förenas här med landsvägen U.S. Route 14. Genom staden går BNSF:s järnvägslinje, som huvudsakligen används för tyngre godstrafik.